# Colorado (rijeka u Teksasu)
Colorado  je najveća rijeka u Texasu, na jugu Sjedinjenih Američkih Država duga 1 387 km.

## Zemljopisne karakteristike
Colorado izvire na visoravni Llano Estacado na sjeverozapadu Teksasa, sjeveroistočno od grada Lamesa. Od izvora teče preko Colorado Cityja gotovo pravilno prema jugoistoku preko teksaške prerije i pojasa poznatog kao Highland Lakes na kom je branama napravljeno 6 umjetnih jezera Buchanan, Inks, Lyndon B. Johnson, Marble, Travis i Austin. Nakon što prođe grad Austin rijeka ističe u Meksički zaljev u Zaljevu Matagorda.
Colorado ima slijev velik oko 103 350 km²koji se prostire isključivo po sušnom Teksasu, pa je izuzetno značajan za tu državu, koja ne obiluje rijekama.
Najveće pritoke Colorada su rijeke; Concho, Pecan Bayou, San Saba, Llano i Pedernales. 
Izgradnjom sistema brana, tok rijeke je reguliran, pa ona više ne plavi, već se njene vode koriste za navodnjavanje i snabdjevanje velikih teksaških gradova. Uz čitav pojas umjetnih jezera stvoreno je više područja za odmor.

## Povezane stranice
- Popis najdužih rijeka na svijetu

## Vanjske poveznice
- Colorado River na portalu Texas State Historical Association (engl.)
- Colorado River na portalu Encyclopædia Britannica (engl.)